# Parabothus amaokai
Parabothus amaokai es una especie de pez de la familia Bothidae en el orden de los Pleuronectiformes.

## Hábitat
Es un pez de mar.

## Morfología
Tiene 30 vértebras.

## Distribución geográfica
Se encuentra en las  costas del sureste del Pacífico.